# فروردین
فَروَردین (در فارسی: حَمَل) نخستین ماه سال در گاه‌شماری هجری خورشیدی و نخستین ماه فصل بهار است که از نوروز آغاز می‌شود و ۳۱ روز دارد. برج فلکی مُطابق آن برج حَمَل است.

در گاه‌شماری رسمی ایران نام این ماه از نام ماه نخست گاه‌شماری اوستایی نو برگرفته شده‌است. در گاه‌شماری زرتشتی نوزدهمین روز هر برج نیز فروردین روز نام دارد و در فروردین روز از فروردین ماه، جشن فَروَردینگان یا فرودُگ برگزار می‌شود.

## واژه‌شناسی
فروردین برگرفته از fravaši است که در اوستا برای ارواح درگذشتگان نیکوکار و پارسا بکار می‌رود که روح پارسایان را پس از مرگ راهنمایی می‌کنند. هرمان لومل (Lommel) ریشهٔ این واژه را از *fra-vrti می‌داند که به معنی «تصمیم درست» است اما بیلی (Baily) آن را از *par-var می‌داند به معنی «نیروی دفاعی». یشت سیزدهم اوستا در ستایش فروشی‌هاست. آنان یاران اهورا مزدا در آفرینش جهانند و هنگام جنگ به یاران اهورامزدا و باورمندان پیروزی می‌بخشند.

## زادروزها
- ۱ فروردین ۱۲۹۲ - سید محمدولی قرنی، فرمانده نظامی اهل ایران بود، که از ۲۳ بهمن ۱۳۵۷ تا ۷ فروردین ۱۳۵۸ به‌عنوان نخستین رئیس ستاد مشترک ارتش جمهوری اسلامی ایران فعالیت می‌کرد
- ۱ فروردین ۱۲۹۶ - علی‌پناه اصلانی اشتهاردی، یکی از مراجع تقلید شیعه
- ۱ فروردین ۱۳۰۰ - شعبان جعفری، معروف به شعبون بی مخ
- ۱ فروردین ۱۳۰۱ - قمر آریان، پژوهشگر و نویسنده، از نخستین فارغ‌التحصیلان زن از دانشکده ادبیات دانشگاه تهران (درگذشته ۱۳۹۱)
- ۱ فروردین ۱۳۰۱ – محمود ماهرالنقش، معماری و کاشی کار ایران (درگذشته ۱۳۸۹)
- ۱ فروردین ۱۳۰۲ - محمد عبدی، بازیگر
- ۱ فروردین ۱۳۰۲ - حسن کامکار، بنیان‌گذار گروه موسیقی کامکارها و نوازنده ویولن (درگذشته ۱۳۷۱)
- ۱ فروردین ۱۳۰۳ - عباس بلوکی‌فر، نقاشِ قهوه‌خانه‌ای (درگذشتهٔ ۱۳۸۸)
- ۱ فروردین ۱۳۰۳ - مرضیه، خواننده ایرانی
- ۱ فروردین ۱۳۰۳ - خلیل عقاب، سیرک‌باز و هنرپیشه (درگذشته ۱۴۰۲)
- ۱ فروردین ۱۳۰۴ - خسرو تسلیمی، تهیه‌کننده سینما
- ۱ فروردین ۱۳۰۴ - عباسقلی دانشور، پزشک
- ۱ فروردین ۱۳۰۴ - علی بهزادی، روزنامه‌نگار
- ۱ فروردین ۱۳۰۵ - ژازه تباتبایی، نقاش، مجسمه‌ساز، شاعر و نمایش‌نامه‌نویس
- ۱ فروردین ۱۳۰۵ - محمد صادقی تهرانی، فقیه و مرجع تقلید شیعه
- ۱ فروردین ۱۳۰۵ - محمد شیرخدایی، نوازنده و ترانه‌سرای ایرانی
- ۱ فروردین ۱۳۰۵ - محمد هژبر ابراهیمی، مجسمه‌ساز
- ۱ فروردین ۱۳۰۷ - عبدالحسین جلالیان، شاعر
- ۱ فروردین ۱۳۰۷ - محمود عبادیان، استاد ایرانی فلسفه
- ۱ فروردین ۱۳۱۰ - جمشید لایق، بازیگر تئاتر، سینما و تلویزیون
- ۱ فروردین ۱۳۱۰ - پرویز کلانتری، نقاش، طراح، نویسنده و روزنامه‌نگار
- ۱ فروردین ۱۳۱۱ - پری صابری، کارگردان تئاتر و نویسنده
- ۱ فروردین ۱۳۱۲ - پریرخ دادستان، استاد روان‌شناسی دانشگاه
- ۱ فروردین ۱۳۱۹ - ارسلان فلاح حجت انصاری، نماینده لاهیجان در اولین دوره مجلس شورای اسلامی
- ۱ فروردین ۱۳۲۲ - کتایون مزداپور، زبان‌شناس و پژوهشگر زبان‌های باستانی
- ۱ فروردین ۱۳۲۳ - محمد منتظری، نماینده مجلس شورای اسلامی و فرزند حسینعلی منتظری
- ۱ فروردین ۱۳۲۶ - عبدالحمید آقارحیمی، نماینده دوره اول مجلس شورای اسلامی در حوزه انتخابیه کرمان (شهر بابک)
- ۱ فروردین ۱۳۲۹ - کاظم هژیرآزاد، بازیگر تئاتر و سینمای
- ۱ فروردین ۱۳۳۰ - محرم زینال‌زاده، بازیگر، کارگردان
- ۱ فروردین ۱۳۳۰ - نوری کسرائی، بازیگر
- ۱ فروردین ۱۳۳۳ - شهناز تهرانی، بازیگر
- ۱ فروردین ۱۳۳۵ - محمدعلی طاهری، بنیان‌گذار مجموعه عرفان کیهانی
- ۱ فروردین ۱۳۳۵ - بمانی دلدار گلچین، بازیگر تئاتر، سینما و تلویزیون ایران است.[۳]
- ۱ فروردین ۱۳۳۶ - حمید چیت‌چیان، دولتمرد و از وزیران نیروی جمهوری اسلامی ایران
- ۱ فروردین ۱۳۳۷ - بیتا فرهی؛ بازیگر سینما و تلویزیون
- ۱ فروردین ۱۳۳۸ - عطاءالله سلمانیان، بازیگر
- ۱ فروردین ۱۳۳۸ - سلمان هراتی، شاعر
- ۱ فروردین ۱۳۳۸ - سید حسن قاضی‌زاده هاشمی، وزیر بهداشت و درمان ایران در کابینه حسن روحانی
- ۱ فروردین ۱۳۳۸ - حشمت الله طبرزدی، روزنامه‌نگار و فعال دانشجویی و سیاسی
- ۱ فروردین ۱۳۳۹ - محمدحسن نظافتی، جراح قلب
- ۱ فروردین ۱۳۴۴ - مهشید افشارزاده، بازیگر
- ۱ فروردین ۱۳۵۲ - بیژن بنفشه‌خواه، بازیگر
- ۱ فروردین ۱۳۵۳ - بابک زنجانی، بازرگان ایرانی
- ۱ فروردین ۱۳۵۳ - پانته آ سیروس، بازیگر
- ۱ فروردین ۱۳۵۴ - یوسف علیخانی، نویسنده
- ۱ فروردین ۱۳۵۴ - مریم حسینیان، نویسنده
- ۱ فروردین ۱۳۵۵ - حسن ریوندی، استندآپ کمدین و مجری
- ۱ فروردین ۱۳۵۶ - محمدرضا گلزار، بازیگر، خواننده، مدل و نوازنده ایرانی
- ۱ فروردین ۱۳۵۷ - زهره فکور صبور، بازیگر
- ۱ فروردین ۱۳۵۸ - مهرنوش شریعتی، بازیگر و عروسک‌گردان
- ۱ فروردین ۱۳۶۲ - بابک جهانبخش، خواننده
- ۱ فروردین ۱۳۶۳ - روح‌الله بیگدلی، بازیکن فوتبال
- ۱ فروردین ۱۳۶۵ - میلاد زنیدپور، بازیکن فوتبال
- ۱ فروردین ۱۳۶۵ - علی حمودی، بازیکن فوتبال
- ۱ فروردین ۱۳۶۵ - حسام محمودی، بازیگر
- ۱ فروردین ۱۳۶۷ - سیامند رحمان، وزنه‌بردار
- ۱ فروردین ۱۳۷۱ - اکبر ایمانی، بازیکن فوتبال
- ۱ فروردین ۱۳۷۱ - وحید خشتان، بازیکن فوتبال
- ۱ فروردین ۱۳۷۱ - بهادر مولایی، وزنه‌بردار
- ۱ فروردین ۱۳۷۵ - مجتبی مقتدایی، فوتبالیست
- ۱ فروردین ۱۳۷۸ - سارا بهمنیار، کاراته‌کار
- ۲ فروردین ۱۳۰۰ – ابوالقاسم گرجی، دانشمند دینی ایرانی (درگذشت ۱۳۸۹)
- ۲ فروردین ۱۳۱۲ - ربابه مرادوا، خواننده شهیر موسیقی مقامی آذربایجانی، ایرانی‌تبار آذربایجانی
- ۲ فروردین ۱۳۱۲ - ابوالحسن بنی صدر؛ رئیس‌جمهور سابق ایران
- ۲ فروردین ۱۳۲۲ - ناظم گنجاپور، فوتبالیست
- ۲ فروردین ۱۳۳۴ - بهروز کریمی، شعبده باز
- ۲ فروردین ۱۳۳۶ - حسین فرکی، فوتبالیست
- ۲ فروردین ۱۳۶۲ - یوسف کرمی، تکواندوکار
- ۲ فروردین ۱۳۶۷ - حسین سمندر، کاراته‌کار
- ۲ فروردین ۱۳۶۷ - مهسا مردانی، تکواندوکار
- ۳ فروردین ۱۳۰۶ - حسن اکبرزاده، پژوهشگر و ریاضی‌دان (درگذشته ۱۳۹۹)
- ۳ فروردین ۱۳۱۰ - فرهنگ شریف، نوازنده و موسیقی‌دان
- ۳ فروردین ۱۳۲۳ - جمشید هاشم‌پور، بازیگر
- ۳ فروردین ۱۳۴۱ - حسینعلی حاجی دلیگانی، نماینده مجلس شورای اسلامی
- ۳ فروردین ۱۳۴۳ - مهرشاد کارخانی، فیلم‌ساز، کارگردان، نویسنده، بازیگر و عکاس
- ۳ فروردین ۱۳۴۴ - ویگن کاراپتیان، از کشته‌شدگان ارمنی‌تبار ایرانی جنگ ایران و عراق (د. ۱۳۶۶)
- ۳ فروردین ۱۳۴۵ - جواد نوروزبیگی، تهیه‌کننده سینما
- ۳ فروردین ۱۳۵۱ - شبنم مقدمی؛ هنرپیشه سینما
- ۷ فروردین ۱۳۲۳ - خسرو شکیبایی؛ بازیگر سینما، تلویزیون و تئاتر و نویسنده ایرانی
- ۷ فروردین ۱۳۲۴ - عنایت‌الله بخشی بازیگر سینما، تئاتر و تلویزیون
- ۷ فروردین ۱۳۳۰ - پوران درخشنده؛ نویسنده، تهیه‌کننده و کارگردان ایرانی
- ۸ فروردین ۱۳۰۹ - ناصر ملک‌مطیعی، بازیگر و کارگردان سینما و تلویزیون
- ۱۰ فروردین ۱۳۷۶ - شروین حاجی پور؛ خواننده، آهنگساز و ترانه‌سرا
- ۱۰ فروردین ۱۲۸۰- حاج‌علی رزم‌آرا، نخست‌وزیر ایران، نظامی و سیاستمدار (درگذشته ۱۳۲۹)
- ۱۰ فروردین ۱۳۳۷ - علیرضا افتخاری؛ خواننده سبک سنتی ایرانی
- ۱۱ فروردین ۱۳۵۰ - خشایار اعتمادی؛ اولین خواننده سبک پاپ ایران بعد از انقلاب
- ۱۳ فروردین ۱۳۲۲ - ژاله کاظمی، دوبلور، نقاش و مجری و تهیه‌کننده سابق تلویزیون (درگذشته ۱۳۸۳)
- ۱۴ فروردین ۱۳۳۳ - رخشان بنی اعتماد؛ کارگردان، فیلمنامه‌نویس و تهیه‌کننده ایرانی
- ۱۵ فروردین ۱۳۲۶ - فریده سپاه منصور؛ بازیگر سینما، تئاتر و تلویزیون ایرانی
- ۱۶ فروردین ۱۳۱۹ - بهروز برومند؛ سیاستمدار، پزشک و پدر علم نفرولوژی ایران
- ۱۶ فروردین ۱۳۶۱ - اردلان آشتیانی؛ بازیکن فوتبال
- ۱۶ فروردین ۱۳۷۱ - کاوه رضایی؛ بازیکن فوتبال
- ۱۷ فروردین ۱۳۶۵ - نوید محمدزاده؛ بازیگر ایرانی
- ۱۸ فروردین ۱۳۱۴ - نجمی فروهی، دوبلور و بازیگر ایرانی
- ۱۸ فروردین ۱۳۴۶ - مهران مدیری؛ کارگردان، بازیگر سینما و تلویزیون، خواننده، مجری، طراح صحنه و لباس، مجری طرح، صداپیشه و تهیه‌کننده
- ۱۸ فروردین ۱۳۵۶ - علی‌رام نورایی، بازیگر
- ۱۸ فروردین ۱۳۷۱ - داریوش شجاعیان؛ بازیکن فوتبال
- ۱۹ فروردین ۱۳۵۸ - کامران تفتی؛ بازیگر، خواننده و مجری
- ۲۰ فروردین ۱۳۰۸ - جعفر سبحانی تبریزی، فقیه، اصولی، مفسر، مجتهد
- ۲۰ فروردین ۱۳۱۸ - فریدون جنیدی؛ شاهنامه پژوه و نویسنده ایرانی
- ۲۰ فروردین ۱۳۲۹ - رضا سقایی، خواننده موسیقی لری
- ۲۰ فروردین ۱۳۴۱ - سعید حاجی‌میری، کارگردان، تهیه‌کننده و فیلمنامه‌نویس
- ۲۰ فروردین ۱۳۵۵ - علی لهراسبی، خواننده
- ۲۰ فروردین ۱۳۵۷ - کامران صباحی، خواننده و ترانه‌سرا
- ۲۰ فروردین ۱۳۵۹ - محسن بیاتی‌نیا، بازیکن سابق و مربی فوتبال
- ۲۰ فروردین ۱۳۷۶ - امید نورافکن؛ بازیکن فوتبال
- ۲۱ فروردین ۱۳۲۱ - هایده خواننده ایرانی
- ۲۴ فروردین ۱۳۷۱ - سعید قائدی‌فر، فوتبالیست
- ۲۴ فروردین ۱۳۶۶ - امیدرضا روانخواه، بازیکن فوتبال
- ۲۵ فروردین ۱۳۳۸ - مجید مجیدی؛ کارگردان و نویسنده
- ۲۵ فروردین ۱۳۵۳ - مریلا زارعی؛ بازیگر سینما و تلویزیون
- ۲۵ فروردین ۱۳۰۰ – عبدالرحمن شرفکندی (ماموستا هه‌ژار)، نویسنده، شاعر، مترجم ایرانی (درگذشت ۱۳۶۹)
- ۲۶ فروردین ۱۳۰۹ - محمدعلی کشاورز؛ بازیگر سینمای ایران
- ۲۷ فروردین ۱۳۰۷ - نادر جهانبانی؛ سپهبد خلبان نیروی هوایی شاهنشاهی ایران
- ۲۸ فروردین ۱۳۴۹ - اکبر منتجبی؛ روزنامه‌نگار ایرانی و سردبیر روزنامه سازندگی ارگان حزب کارگزاران سازندگی
- ۲۹ فروردین ۱۳۶۰ - مهراوه شریفی‌نیا، بازیگر ایرانی
- ۳۰ فروردین ۱۲۹۰ - محمدتقی دانش‌پژوه نویسنده، مصحح، موسیقی‌دان، مترجم و نسخه‌پژوه ایرانی (د. ۱۳۷۵)
- ۳۰ فروردین ۱۳۳۳ - مهدی باکری، نظامی و پاسدار ایرانی و از فرماندهان جنگ ایران و عراق (د. ۱۳۶۳)
- ۳۰ فروردین ۱۳۷۱ - مرتضی پورعلی‌گنجی، فوتبالیست ایرانی
- ۳۱ فروردین ۱۳۶۴ - سجاد افشاریان، بازیگر و نویسنده ایرانی

## درگذشت‌ها
۱ فروردین
- ۱۲۹۹ - کلنل فضل‌الله خان، فرمانده هنگ چهارم ژاندارمری (زاده ۱۲۶۵)
- ۱۳۴۴ - مرتضی محجوبی، نوازندهٔ ایرانی پیانو و آهنگساز بسیاری از برنامه‌های گل‌ها (زاده ۱۲۷۸)
- ۱۳۷۰ - علی دریابیگی، کارگردان سینما (زاده ۱۲۸۲)
- ۱۳۷۵ - کلارا آبکار، نگارگر ایرانی (زاده ۱۲۹۴)
- ۱۳۸۵ - سروش خلیلی، بازیگر ایرانی (زاده ۱۳۱۵)
- ۱۳۸۸ - خدیجه ثقفی، همسر روح‌الله خمینی (زاده ۱۲۹۲)
- ۱۳۹۰ - محمد صادقی تهرانی، فقیه و مرجع تقلید شیعه (زاده ۱۳۰۵)
- ۱۳۹۹ - ارسلان فلاح حجت انصاری، نماینده لاهیجان در اولین دوره مجلس شورای اسلامی (زاده ۱۳۱۹)
- ۱۴۰۱ - محمد محمدی ری‌شهری، روحانی و سیاستمدار ایرانی (زاده ۱۳۲۵)
- ۱۴۰۱ - مهرنوش شریعتی، بازیگر و عروسک‌گردان (زاده ۱۳۵۸)

۲ فروردین
- ۱۲۲۳ - محمدباقر شفتی، فقیه و روحانی
- ۱۳۴۱ - حسین کاشی‌پز، کاشی‌کار (ز. ۱۲۶۳)
- ۱۳۹۲ – هوشنگ کاووسی، کارگردان، نویسنده و منتقد ایرانی سینما
- ۱۳۹۹ - ژیلا تقی‌زاده، داستان‌نویس و نقاش (ز. ۱۳۳۸)
- ۱۴۰۱ - سید محمد فقیه، نماینده مجلس خبرگان و امام جمعه نی‌ریز (زاده ۱۳۲۱)
- ۱۴۰۲ -احمد سمیعی گیلانی، مترجم، ویراستار، سردبیر فرهنگستان (زاده ۱۲۹۹)

۳ فروردین
- ۱۳۴۴ - عبدالعظیم قریب، نویسنده (زاده ۱۲۵۸)
- ۱۳۸۴ - سید جلال‌الدین میری آشتیانی، فیلسوف (زاده ۱۳۰۴)
- ۱۳۸۷ - داوود اسدی، بازیگر (زاده ۱۳۴۸)
- ۱۳۹۱ - غلامحسین سمندری، دوتار نواز (زاده ۱۳۱۱)
- ۱۳۹۳ - جمشید دانایی‌فر، مرزبان اسیر شده به وسیله جیش العدل (زاده ۱۳۶۶)
- ۱۳۹۳ - پرویز راجی، سفیر ایران در بریتانیا در زمان محمدرضا پهلوی
- ۱۳۹۸ - سهیل پرسته، کشتی‌گیر (زاده ۱۳۷۷)
- ۱۳۹۹ - حسن اکبرزاده، پژوهشگر و ریاضی‌دان (زاده ۱۳۰۶)

۴ فروردین
- ۱۳۲۶ - مهدی نوایی، نوازنده نی (ز. ۱۲۵۸)
- ۱۳۷۹ - رافیک آرزومانیان، فیلم‌بردار و تصویربردار تلویزیونی ایرانی ارمنی‌تبار بود. (ز. ۱۳۲۳)
- ۱۳۸۴ - محمد مددپور، محقق و پژوهشگر هنر و فلسفه هنر (ز. ۱۳۳۴)
- ۱۳۹۹ - عباسقلی دانشور، پزشک (ز. ۱۳۰۴)

۵ فروردین
- ۱۳۶۶ - عبدالله دهش، شاعر و نویسنده (ز. ۱۲۸۹)

۱۶ فروردین
- ۱۳۰۴ - محمدعلی شاه، ششمین پادشاه قاجار
- ۱۳۳۳ - محمدعلی مدرس خیابانی، روحانی و ادیب
- ۱۳۷۶ - مازیار، خواننده
- ۱۴۰۲ - کیومرث پوراحمد، کارگردان، تدوین‌گر و نویسنده

۱۸ فروردین
- ۱۳۵۸ - اعدام امیرعباس هویدا نخست‌وزیر ایران پیش از انقلاب به دست صادق خلخالی
- ۱۳۷۲ - علیرضا افضلی‌پور، شیمی‌دان (ز. ۱۲۸۸)
- ۱۳۷۹ - فردین، بازیگر و کارگردان (ز. ۱۳۰۹)
- ۱۳۸۱ - جمشید اسماعیل‌خانی، بازیگر تئاتر، سینما و تلویزیون (ز. ۱۳۲۹)
- ۱۳۸۹ - محمود بنفشه‌خواه، بازیگر (ز. ۱۳۲۱)
- ۱۳۹۷ - بهرام زند، دوبلور (ز. ۱۳۲۸)

۳۱ فروردین
- ۱۳۶۶ - محمدتقی شریعتی، اسلام‌شناس (زاده ۱۲۸۶)
- ۱۳۸۹ - حمیده خیرآبادی، بازیگر سینمای ایران (زاده ۱۳۰۳)
- ۱۳۹۰ - حسین گنجینه، بنیان‌گذار چاپ سیلک اسکرین و چاپ کلاقه‌ای
- ۱۳۹۵ - مهرداد اولادی، بازیکن فوتبال (زاده ۱۳۶۴)
- ۱۴۰۲ - خلیل عقاب، سیرک‌باز و هنرپیشه (زاده ۱۳۰۳)

## مناسبت‌ها
- ۱ فروردین - آغاز نوروز باستانی «تعطیلات عمومی»
- ۲ فروردین - نوروزِ باستانی «تعطیلات عمومی» - روز جهانی آب
- ۳ فروردین - نوروز باستانی «تعطیلات عمومی» - روز جهانی هواشناسی
- ۴ فروردین - نوروز باستانی «تعطیلات عمومی»
- ۶ فروردین - زادروز زرتشت به روایتی
- ۱۲ فروردین - روز جمهوری اسلامی ایران (روز ملی) «تعطیلات عمومی»
- ۱۳ فروردین - روز طبیعت - سیزده‌بدر «تعطیلات عمومی»
- 19 فروردین جشن فروردینگان و از روزهای تعطیل زرتشتیان
- ۲۵ فروردین - روز بزرگداشت عطار نیشابوری
- ۲۹ فروردین - روز ارتش جمهوری اسلامی ایران
- ۳۰ فروردین - روز علوم آزمایشگاهی در ایران